# Affaire des enfants volés sous la dictature argentine
L’affaire des enfants volés sous la dictature argentine est une affaire d’État argentine. Elle concerne la mise en place d'un  « plan systématique » de vols de bébés d'opposants politiques à la dictature militaire en Argentine (1976-1983).
En juillet 2012, un procès jugea huit anciens responsables militaires coupables, dont les anciens dictateurs Jorge Rafael Videla et Reynaldo Bignone.

## Histoire
L'organisation des Grands-mères de la place de Mai évalue à au moins 500 le nombre de bébés volés puis adoptés sous une fausse identité sous la dictature. Ces femmes décident de réclamer leurs enfants et petits-enfants en manifestant mais aussi pour certaines en écrivant des lettres personnelles ou collectives et en publiant des avis de recherche dans des journaux. À partir d'avril 1977, ces femmes se réunissent chaque semaine les jeudis après-midi à 15h30, en face du siège du gouvernement argentin, la Casa Rosada. Elles manifestent ainsi sur la place de Mai à Buenos Aires, la capitale. Ces femmes résolues ont été appelées las locas, « les folles » de la place de Mai, par les militaires qui se moquaient de leurs revendications qu'ils croyaient vaines. Elles portent un pañuelo blanco, un foulard blanc noué sur la tête, symbole du lange des bébés disparus. Entre 1981 et 2006, elles organisent chaque année une marche de la résistance suivie pendant 24 heures par des milliers de jeunes. 
À la fin du mois de décembre 2017, l'identité véritable de 127 personnes a été restituée,.  
On estime le nombre de desaparecidos (disparus ou morts) à 30 000. 15 000 fusillés, 9000 prisonniers politiques, et 1,5 million d'exilés (pour 32 millions d'habitants), et au moins 500 bébés enlevés aux parents desaparecidos. 
Les citoyens arrêtés étaient gardés dans des centres de détention clandestins, y étaient torturés, souvent en étant drogués et jetés vivants depuis des avions dans des vols de la mort au dessus de l'océan Atlantique ou du Río de la Plata, l'absence de corps rendant impossible la preuve tangible de leur exécution. La torture n'épargnait ni les enfants, ni les femmes. Les femmes enceintes étaient exécutées après l'accouchement de leur enfant. 
Les bébés nés dans ces conditions ont été volés, attribués le plus souvent à des familles de militaires ou de policiers, ainsi qu’à des couples favorables au gouvernement. Leurs situations sont notamment visibilisées par Hilda Victoria Montenegro, illégalement adoptée peu après sa naissance par le colonel de l'armée Herman Antonio Tetzlaff, et qui rejoint l'action des Grands-mères de la place de Mai suite à des tests génétiques. 
En fin avril 2019, le nombre d'enfants identifiés et retrouvés par leur famille biologique s'élevait à 129. Certains ont été retrouvés aux Pays-Bas, d'autres aux États-Unis. 380 familles sont encore à la recherche de leurs enfants disparus. 
Le photographe Alejandro Reynoso a réalisé des portraits exposés de manière permanente au centre de la mémoire installé dans l'ancienne école devenue centre de torture, l’ESMA. En 2015, l’association Hijos  travaille avec une commission d'enquête en Argentine dans la recherche des frères et sœurs des disparus. 
En 1983, avec le rétablissement d’un régime démocratique, des recherches et des revendications ont ouvertement pu être soutenues. En 1987, une banque de données génétiques unique au monde se constitue pour associer les profils de toutes les familles de disparus et fournir des preuves ADN de filiation, avec une certitude de filiation estimée à 99,99%. 

## Lieu de commémoration en France
En 2005, la mairie de Paris décide qu'une rue du 13e arrondissement porte le nom de deux religieuses françaises – la rue Alice-Domon-et-Léonie-Duquet – ayant soutenu l'action des Mères de la place de Mai, arrêtées et disparues le 10 décembre 1977 en même temps que trois d'entre elles.
En 2008, en présence des Mères Estela Carlotto et Marta Vásquez, de la présidente argentine Cristina Kirchner, du maire de Paris Bertrand Delanoë et du maire du 15e, Philippe Goujon, un parc dans le 15e arrondissement est aussi dédié à l'engagement de ces femmes, le Jardin des Mères-et-Grands-Mères-de-la-Place-de-Mai.

## Filmographie
- L'Histoire officielle (La historia oficial), un film argentin réalisé par Luis Puenzo en 1985.
- Le documentaire « Argentine, les 500 bébés volés de la dictature » (2012) d'Alexandre Valenti a reçu le Fipa d’Or en 2013 dans la catégorie reportages[9] et le Grand Prix du FIGRA en 2013[10].